# Funkendorf
Funkendorf (oberfränkisch: Fungadorf) ist ein Gemeindeteil der Gemeinde Prebitz im Landkreis Bayreuth (Oberfranken, Bayern). Funkendorf liegt in der Gemarkung Prebitz.

## Lage
Unmittelbar südlich des Dorfes verläuft die Bahnstrecke Nürnberg–Cheb. Im Westen steigt das Gelände zum Waldgebiet Striegel (547 m ü. NHN) an. Die Kreisstraße BT 20 führt nach Altencreußen (1,6 km westlich) bzw. nach Bieberswöhr (1,2 km nördlich). Eine Gemeindeverbindungsstraße führt nach Naslitz zur Staatsstraße 2122 (1,5 km südöstlich).

## Geschichte
Der Ort wurde 1280 als „Funkendorf“ erstmals urkundlich erwähnt. Das Bestimmungswort des Ortsnamens ist der Familienname Funk. In der Fraisch unterstand der Ort dem brandenburg-bayreuthischen Kasten- und Stadtvogteiamt Creußen. Grundherren waren nicht-bayreuthische Ämter. Von 1791/92 bis 1810 unterstand Funkendorf dem preußische Justiz- und Kammeramt Pegnitz.
Mit dem Gemeindeedikt (frühes 19. Jahrhundert) wurde Funkendorf dem Steuerdistrikt Losau und der Ruralgemeinde Prebitz zugewiesen.